# لوكاس كانديدو
لوكاس كانديدو (بالبرتغالية: Lucas Cândido‏) هو لاعب كرة قدم برازيلي في مركز الوسط، ولد في 25 ديسمبر 1993 في أوبيرلانديا في البرازيل. شارك مع منتخب البرازيل تحت 20 سنة لكرة القدم. أما مع النوادي، فقد لعب مع أتلتيكو مينيرو ونادي الظفرة الإماراتي.

## وصلات خارجية
- لوكاس كانديدو على موقع الاتحاد الدولي (مؤرشف)  (الإنجليزية)
- لوكاس كانديدو على موقع قاعدة بيانات كرة القدم.إي يو (الإنجليزية)
- لوكاس كانديدو على موقع Soccerway.com (الإنجليزية)
- لوكاس كانديدو على موقع عالم كرة القدم.نت (الإنجليزية)
- لوكاس كانديدو على موقع AS.com (الإسبانية)